# El Semillero
El Semillero ist eine Ortschaft in Uruguay.

## Geographie
Sie befindet sich auf dem Gebiet des Departamento Colonia in dessen Sektor 1. El Semillero liegt einige Kilometer nordöstlich der Departamento-Hauptstadt Colonia del Sacramento und wenige Kilometer östlich von Estanzuela. Nördlich erstreckt sich die Cuchilla de la Colonia, südwestlich die Cuchilla Riachuelo.

## Infrastruktur
Durch den Ort führt die Ruta 50.

## Einwohner
Der Ort hatte bei der Volkszählung im Jahr 2011 600 Einwohner, davon 309 männliche und 291 weibliche.
| Jahr | Einwohner |
| ---- | --------- |
| 1963 | 271       |
| 1975 | 342       |
| 1985 | 468       |
| 1996 | 375       |
| 2004 | 523       |
| 2011 | 600       |

Quelle: Instituto Nacional de Estadística de Uruguay